# Schizomavella sanguinea
Schizomavella sanguinea is een mosdiertjessoort uit de familie van de Bitectiporidae.